# Ernest Bramah
Pour les articles homonymes, voir Bramah.
Ernest Bramah, nom de plume d'Ernest Brammah Smith, né le 20 mars 1868, à Hulme, Manchester, en Angleterre, et mort le 27 juin 1942, dans le quartier londonien de Hammersmith, est un écrivain britannique de littérature policière et de fantasy. Il est surtout connu pour avoir créé le personnage du détective aveugle Max Carrados (en).

## Biographie
Après avoir fait faillite en tant que fermier, il devient secrétaire à Londres de l'écrivain Jerome K. Jerome, puis travaille pour le périodique To-Day.
Nouvelliste prolifique, il crée le personnage de Kai Lung (en), conteur professionnel, accusé de nombreux forfaits qui, afin de retarder la sentence du juge, lui raconte chaque jour des histoires captivantes. Ces nouvelles sont tout d’abord publiées dans la presse, puis regroupées dans plusieurs recueils de nouvelles.
Dans les années 1910, il crée un autre personnage, Max Carrados qui a la particularité d'être « le premier détective aveugle de l'époque moderne ». Numismate, devenu aveugle à la suite d'un accident, il est, malgré son handicap, aussi efficace que ses confrères. Max Carrados explique qu'« il me reste le sens du toucher, le sens du goût, l'ouïe, même mon nez peu romantique et vous n'avez aucune idée de ce qu'ils ont pu venir à mon secours depuis que j'ai perdu la vue ».  Les nouvelles de Max Carrados sont regroupées dans plusieurs recueils. Un seul est traduit en français, La partie se joue dans le noir (Max Carrados, 1914). Quelques autres nouvelles traduites en français sont publiées dans Le Saint détective magazine et dans Mystère magazine.

## Œuvre

### Romans

#### SérieKai Lung
- Kai Lung Unrolls His Mat (en) (1928), paru l'année précédente sous le titre The Story of Wan and the Remarkable Shrub and the Story of Ching-Kwei and the Destinies
- The Moon of Much Gladness (en) (1932)

#### SérieMax Carrados
- The Bravo of London (1934)

#### Autre roman
- The Secret of the League (en) (1907), aussi titré What Might Have Been: the Story of a Social War (1907)

### Recueils de nouvelles

#### SérieKai Lung
- The Wallet of Kai Lung (en) (1900)
- Kai Lung's Golden Hours (en) (1922)
- Kai Lung Beneath the Mulberry Tree (en) (1940)
- Kai Lung: Six (en) (1974)
- Kai Lung Raises His Voice (en) (2010)

#### SérieMax Carrados
- Max Carrados (1914) Publié en français sous le titre La partie se joue dans le noir, traduit par Anne-Sylvie Homassel, Rennes, Éditions Terre de Brume, coll. « Terres mystérieuses », 2004  (ISBN 2-84362-238-7)
- The Eyes of Max Carrados (1923)
- The Specimen Case (1924)
- Max Carrados Mysteries (1927)
- Best Max Carrados Detective Stories (1972)

#### Autres recueils de nouvelles
- The Mirror of Kong Ho (1905)
- The Specimen Case  (1924)
- Short Stories of Today and Yesterday (1929)
- A Little Flutter (1930)

### Nouvelles

#### SérieKai Lung
- The Story of Yung Chang (1896)

#### SérieMax Carrados
- The Mystery of the Signals (1913), aussi titré The Knight’s Cross Signal Problem
- The Tragedy at Brookbend Cottage (1913)
- The Last Exploit of Harry the Actor (1913), aussi titré The Great Safe Deposit Coup Publié en français sous le titre Le Coffre, Paris, Fayard, Le Saint détective magazine no 114, août 1964
- The Game Played in the Dark (1913)
- The Disappearance of Marie Severe (1923)
- The Eastern Mystery (1923) Publié en français sous le titre La Relique, Paris, Opta, Mystère magazine no 81, octobre 1954
- The Bunch of Violets (1924), aussi titré Said with Flowers Publié en français sous le titre Le Bouquet de violettes, Paris, Opta, Mystère magazine no 22, novembre 1949
- The Missing Witness (1926), aussi titré The Missing Witness Sensation
- The Curious Circumstances of the Two Left Shoes (1927) Publié en français sous le titre L'Étrange Affaire des deux chaussures gauches, dans le recueil Mystères 87: les dernières nouvelles du crime, Paris, LGF, Le Livre de poche no 6365, 1987  (ISBN 2-253-04199-8)

#### Autres nouvelles
- The Goose and the Golden Egg (1907)
- Bobbie and Poetic Justice (1907)
- Smothered in Corpses (1912)
- Lao Ting and the Luminous Insect (1922)
- The Heart of the Pagan (1931)

### Autres publications
- English Farming and Why I Turned It Up (1894)
- A Guide to the Varieties and Rarity of English Regal Copper Coins, Charles II-Victoria, 1671–1860 (1929)

## Sources
: document utilisé comme source pour la rédaction de cet article.
- Claude Mesplède (dir.), Dictionnaire des littératures policières, vol. 1 : A - I, Nantes, Joseph K, coll. « Temps noir », 2007, 1054 p. (ISBN 978-2-910686-44-4, OCLC 315873251), p. 288-289
- (en) John M. Reilly (Ed.), Twentieth-century crime and mystery writers, New York, St. Martin's Press, coll. « Twentieth-century writers of the English language », 1982 (réimpr. 1991), 2e éd., 1568 p. (ISBN 978-0-312-82417-4, OCLC 6688156), p. 96-97